# César (título)

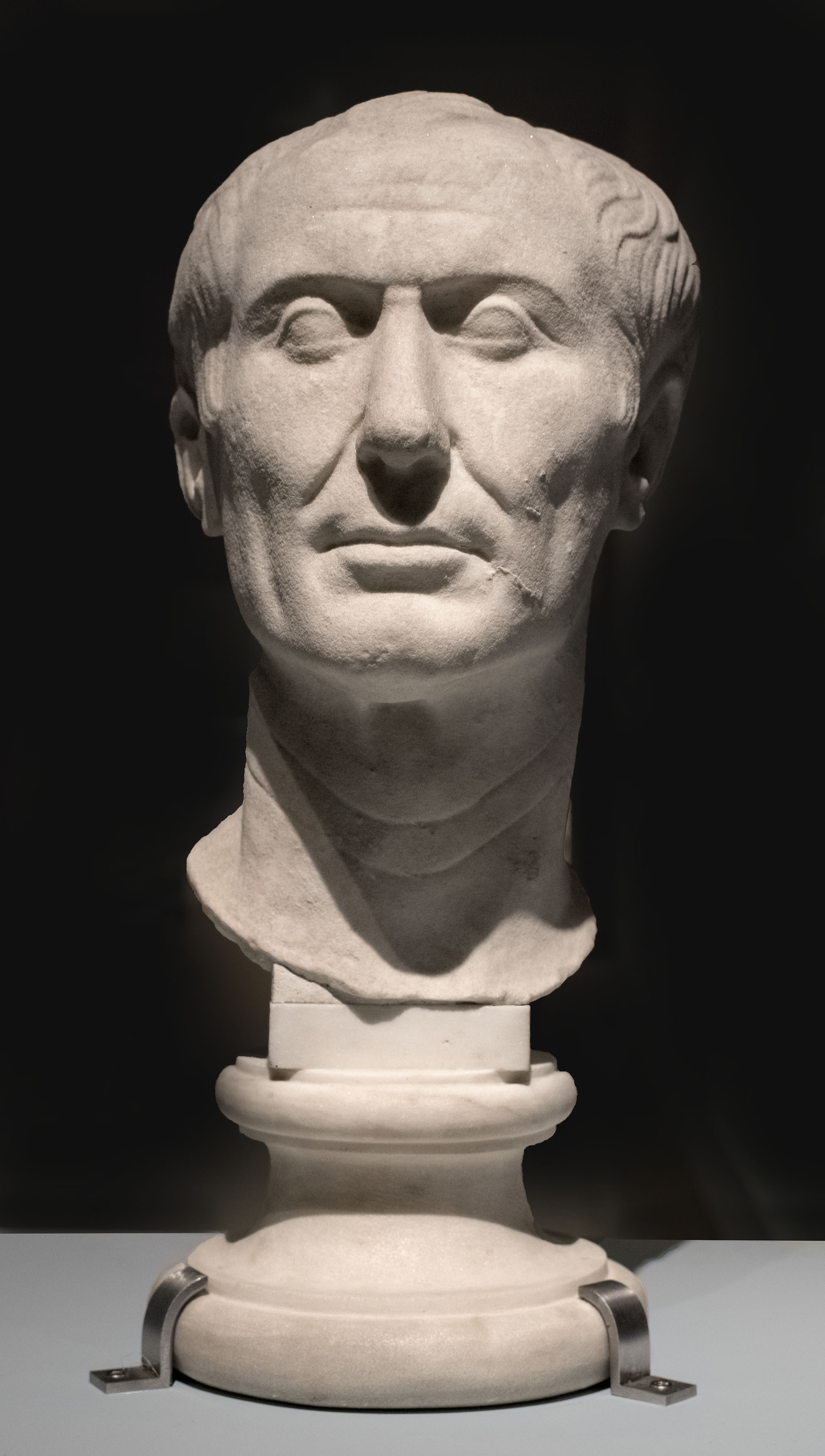
El dictador romano Julio César

César (en latín: Caesar) fue uno de los títulos del emperador romano. Deriva del cognomen de Julio César (Iulius Caesar), el general, cónsul y dictador romano. Inicialmente no era más que un nombre familiar pero, a partir del año de los cuatro emperadores (69), pasó a convertirse en un calificativo imperial. Durante el resto de la era imperial, se utilizó principalmente para designar al sucesor designado del emperador, pero también formaba parte del título del emperador reinante.
«César» es el origen de los títulos de Káiser que ostentaron los soberanos del Sacro Imperio Romano Germánico, del Imperio austríaco, del Imperio austrohúngaro y del Imperio alemán, equivalente a «emperador», al considerarse herederos del Imperio romano, y también del eslavo Zar, como rivales, Imperio búlgaro, o herederos, Serbia y Rusia, del Imperio bizantino, aunque esta traducción es más ambigua.

## Significado

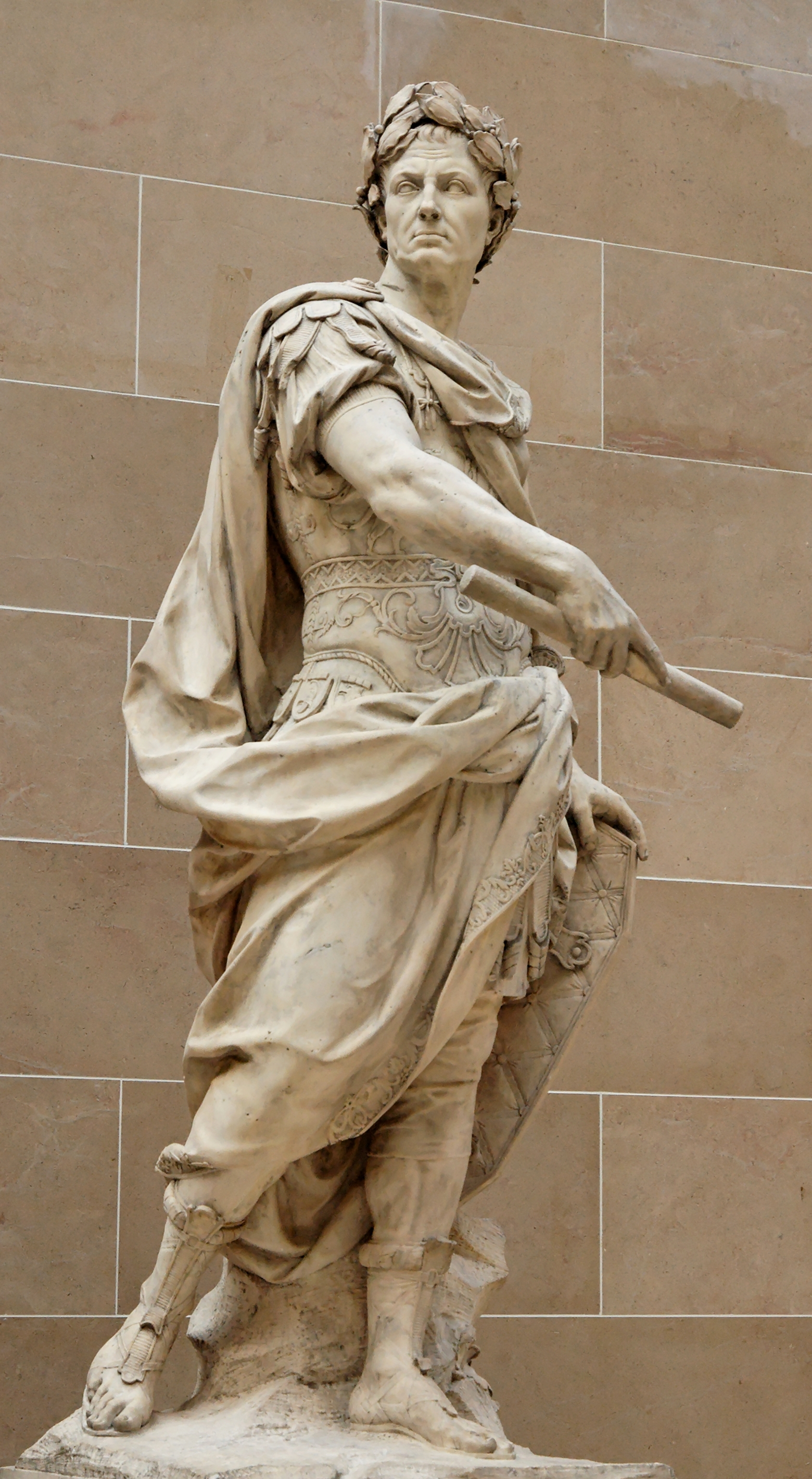
Estatua de Julio Cesar.

El significado concreto de Caesar es muy discutido, y existen numerosas leyendas, aunque se sabe que en el año 208 a. C. ya existía un Sexto Julio César nombrado pretor en Sicilia. En una leyenda de la Historia Augusta, se cuenta lo siguiente: «Los eruditos y expertos más reconocidos afirman que el primer portador de dicho nombre se le llamó así por haber matado en combate a un elefante, animal que en lengua cartaginesa se denomina caesai, o porque fue traído al mundo después de la muerte de su madre y por una incisión en su abdomen [cesárea], o porque tenía una espesa cabellera [caesaries], o, finalmente, porque tenía brillantes ojos grises [oculis caesiis].» La muerte del elefante debió ocurrir a mediados del siglo III a. C., durante la primera guerra púnica.

## Historia
El primer emperador, Augusto, llevó este nombre como un símbolo de su vinculación familiar con Julio César (su tío abuelo), quien lo había adoptado póstumamente. A partir del 44 a. C., Octavio (Gaius Octavius) pasó a llamarse Gaius Iulius Caesar, aunque oficialmente parece haber usado simplemente Gaius Caesar, y a partir del 42 a. C. añadió el epíteto divi filius ("hijo del divino"). Desde el 27 a. C. su nombre completo fue Imperator Caesar Augustus. En aquel momento ninguna de las partes del nombre representaba un cargo oficial.
El cuarto emperador, Claudio, fue el primero en asumir el nombre al momento de asumir el poder, sin haber sido adoptado por el emperador anterior; sin embargo, era al menos miembro de sangre de la dinastía julio-claudia. El primer emperador que asumió el cargo y el nombre simultáneamente sin ningún derecho real a ninguno de los dos fue Galba, quien tomó el trono imperial bajo el nombre de Servius Galba Caesar Augustus tras la muerte de Nerón en el año 68. A partir de entonces el nombre fue utilizado como un título entre los emperadores romanos, y con el tiempo se hizo sinónimo de «gobernante».
En el año 293, Diocleciano estableció la denominada tetrarquía, un sistema de gobierno que dividía el imperio en dos partes, Oriente y Occidente, cada una con dos «Augustos» y dos «Césares». Los dos emperadores principales eran nombrados de la misma forma que se venían nombrando hasta entonces: Imperator Caesar NN Pius Felix Invictus Augustus, mientras que los dos gobernantes menores, adjuntos y sucesores cada uno de un augusto, fueron nombrados al igual que los anteriores emperadores designados, como NN Nobilissimus Caesar. Sin embargo, el sistema fue pronto abandonado, especialmente porque requería simultaneidad en la renuncia de los dos augustos para que los dos césares asumiesen el poder.
La caída del Imperio romano occidental provocó que el título de Caesar cayera en desuso. En el Imperio romano oriental, o bizantino, la mayoría de los emperadores optaron por solidificar la sucesión de sus herederos elevándolos directamente a co-augustos. Por lo tanto, el título se otorgó con más frecuencia a hijos menores o parientes cercanos: así, por ejemplo, Alejo Mosele, yerno de Teófilo (r. 829-842), Bardas, tío y ministro de Miguel III (r. 842-867) y Bardas Focas el Viejo, padre de Nicéforo II (r. 963-969). Un caso excepcional fue la concesión de la dignidad y su insignia al kan búlgaro Tervel por Justiniano II (r. 685-695, 705-711) quien lo ayudó a recuperar su trono en 705.
A inicios del siglo XI, Alejo I Comneno creó el título de sebastocrátor, un neologismo que puede traducirse como "Gobernante Majestuoso". Este remplazó a Kaisar (Καῖσαρ) como el segundo título de mayor importancia imperial, siendo portado por primera vez por el príncipe Isaac Comneno. Esto cambió nuevamente en el siglo XII, cuando se introdujo el título de despotes como rango superior. Uno de los últimos «Césares» documentados fue el general Alejo Estrategópulo (fl. 1250-1270), quien también portó el título megas domestikos, que iba después de Kaisar. El título decayó tanto que, a partir del siglo xiv, se utilizó principalmente para referirse a cualquier gobernante extranjero.

## Lista de Césares
- Augusto, hijo adoptivo de César.
- Lucio Calpurnio Liciniano, hijo adoptivo de Galba.
- Tito, hijo de Vespasiano.
- Domiciano, hijo de Vespasiano.
- Flavio, hijo de Domiciano.
- Trajano, hijo adoptivo de Nerva.
- Lucio Elio, hijo adoptivo de Adriano

## Usos posteriores
El legado e influencia del Imperio romano provocaron que César se convirtiera en sinónimo de «monarca» en varios reinos de Europa Central y Oriental, formándose así el título de Zar. Sin embargo, este solía ser traducido como «rey» (en vez de «emperador») por escribas occidentales. Esto se debe a que César fue usado en las traducciones eslavas de la Biblia para referirse a monarcas en general, sin distinción de rango. Por consecuencia, títulos como Kniaz fueron traducidos como «gran príncipe» o «gran duque», indicando una jerarquía que realmente solo existía en Europa Occidental.
El primer gobernante extranjero en usar el título César fue Simeón I de Bulgaria (r. 893-927), quien se proclamó «zar de los romanos y búlgaros». Su título fue reconocido por los bizantinos en el 913 mediante una coronación en las afueras de Constantinopla, aunque solo como «zar de los búlgaros». En este contexto, el título fue considerado como equivalente a basileus, es decir, emperador, y, de hecho, el objetivo final de Simeón era precisamente el de hacerse con el trono del Imperio. Siglos más tarde, en 1346, el rey Esteban Dušan (r. 1346-1355) se proclamó «Zar de los serbios de y romanos», utilizando el término basileus al momento de traducirlo al griego.
Si bien los emperadores del Sacro Imperio Romano Germánico fueron llamados Káiser en alemán, su título correcto en latín, la lengua culta de la época, era Imperator Augustus, sin Caesar. En este contexto ambos términos eran considerados y traducidos como iguales, es decir, como «emperador».